# جاذبية اجتماعية
تأثير الجاذبية الاجتماعية باعتبارها تطبيقًا لـ جاذبية نيوتن على نظام التجارة. على سبيل المثال، استخدم توماس بونال (Thomas Pownall) (1722-1895) مفهوم نيوتن في «الجاذبية» لتشكيل أساس نظريته السياسية والتجارية للإمبراطورية في مجال إقامة المستعمرات (1764). وقد قدمت رؤيا بونال تفسيرًا هامًا للآلية التي يفهم من خلالها واضعو النظريات الاستعمارية إمكانية «تحويل» الإمبراطورية من ولاية لأخرى. وقد قام بونال بتطبيق مفهوم نيوتن للجاذبية على نظريته الخاصة بالإمبراطورية باعتباره إشارة واضحة على أن «قوانين الطبيعة» تقوم بإقامة مستعمرات في بريطانيا العظمى بطريقة «مماثلة في جميع الحالات، التي يتبعها مركز الجاذبية في النظام الشمسي» والتي تحافظ على الكواكب في مداراتها. ومن خلال عقد هذه المناظرة، فقد تم بناء مفهوم بونال حول «الجاذبية الاجتماعية» على رؤى سابقة من التماسك الاجتماعي، وبخاصة أفكار الاختلاط الاجتماعي في بريطانيا في القرن الثامن عشر. وفي المقابل، فإن هذه الأفكار استندت في كثير من الأحيان إلى المفاهيم الكونية المحتملة التي تم التعبير عنها من خلال المصطلح oikeiosis للتأكيد على الضرورة «الأخلاقية» بالنسبة للبشر ذوي العقول المتشابهة لإقامة روابط قوية لتحقيق الصالح العام.